# Vereniging voor Plaatselijke Politieke Groeperingen
De Vereniging voor Plaatselijke Politieke Groeperingen (VPPG) is een Nederlandse belangenvereniging voor plaatselijke politieke groeperingen. De vereniging werd in mei 1987 in Oudewater opgericht op initiatief van Ria Pollemans-Spitters.

## Lidmaatschap
Leden van de VPPG zijn allerhande lokale groeperingen (partijen) die voldoen aan de volgende eisen:
- De groepering is alleen ingeschreven in de eigen gemeente
- De groepering mag niet zijn verbonden aan landelijke politieke partijen, die vanuit een ideologie werken.
- De groepering werkt aan concrete zaken in de eigen gemeente

## Bestuur en secretariaat
De VPPG kent een bestuur, bestaande uit maximaal 11 leden. Het bestuur bestaat uit leden van de aangesloten partijen. Sinds 2009 heeft de VPPG een professioneel secretariaat belast met de dagelijkse ondersteuning van leden en de externe communicatie.

## Activiteiten
De VPPG ondersteunt lokale partijen met diverse publicaties en voorbeeldbrieven, onder meer hoe subsidie van de lokale en landelijke overheid kan worden aangevraagd. Daarnaast voert de VPPG een juridische strijd over de ongelijke behandeling van lokale politieke partijen in de wet subsidiëring politieke partijen (WSPP).
De vereniging organiseert een jaarlijks congres. Ook is een wetenschappelijk bureau verbonden aan de VPPG. Dit bureau publiceerde in mei 2004 het rapport van het onderzoek "Lokale partijen en dualisme" en in mei 2010 het rapport 'Partijfinanciering? Kassa! in de achterkamertjes'.